# Kloster Hradiště
Das Kloster Hradiště (auch Kloster Hradiště nad Jizerou, deutsch Hradischt) war ein Zisterzienserkloster in Klášter Hradiště nad Jizerou im Okres Mladá Boleslav, Tschechien.

## Geschichte

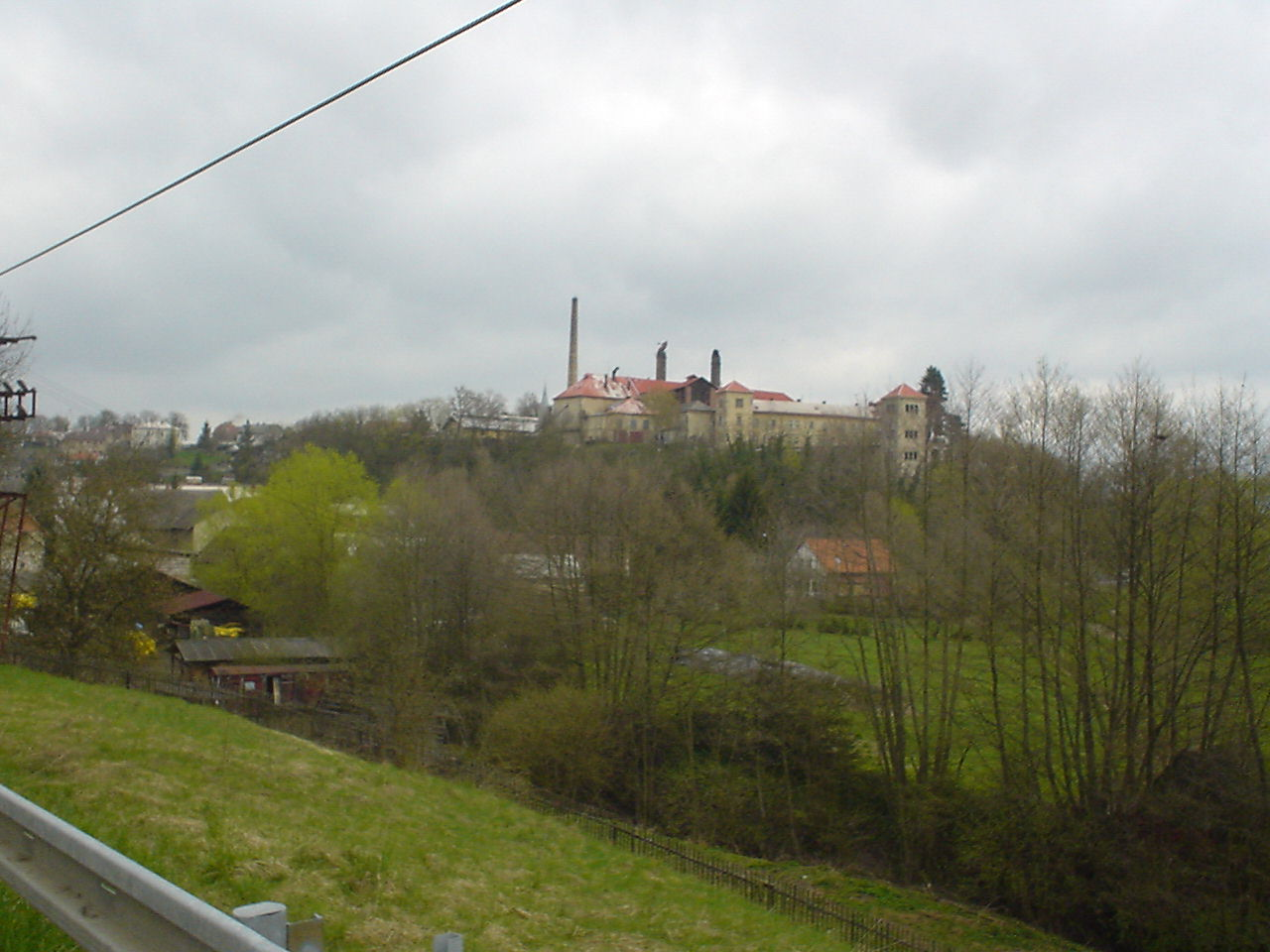
Die Anlage von Süden

Die Zisterzienser sollen in Hradiště eine ältere Benediktinerniederlassung übernommen haben; dies gilt als umstritten. Das Zisterzienserkloster entstand 1145 oder 1177. Beide Jahreszahlen werden in den Zisterzienser-Annalen und in der Chronik des Klosters Plasy Tilia Plassensis genannt. Es war eine Tochtergründung von Kloster Plasy aus der Filiation der Primarabtei Morimond über die Linie Kloster Ebrach und Kloster Langheim. Es wird vermutet, dass die Klostergründung von einem Mitglied des Adelsgeschlechts der Markwartinger erfolgte. Für das Jahr 1184 ist ein Abt Thidricus belegt. Der Besitz wuchs im Hochmittelalter vor allem durch die Förderung der Binnenkolonisierung. Ab dem 13. Jh. entstand in der Umgebung eine Reihe von Siedlungen, deren Gründung dem Einfluss des Klosters zugeschrieben wird. Zu Beginn des 15. Jahrhunderts war Klášter Hradiště zu einer der mächtigsten Grundherrschaften in Nordostböhmen herangewachsen. In einem um 1400 entstandenen Urbarium sind 112 Dörfer und Höfe verzeichnet, die dem Kloster gehörten. Der Anfang des 15. Jahrhunderts markierte den Höhepunkt der wirtschaftlichen Macht des Klosters, gleichzeitig verfiel die Ordensmoral. Die Mönche versuchten, durch vorgetäuschte Wunderzeichen die Bevölkerung zu Spenden zu bewegen. 1404–1405 ging eine Beschwerde beim Prager Erzbischof ein. Der Untersuchungskommission gehörte auch der böhmische Reformator Jan Hus an, der in seinem Bericht die betrügerischen Machenschaften der Mönche von Hradiště verurteilte. Zu Beginn der Hussitenkriege wurde das Kloster am 30. April 1420 von den Orebiten eingenommen und niedergebrannt. Die Mönche flüchteten auf die Burg Bezděz. Das Felsenkloster wurde nie mehr aufgebaut, der Besitz aufgeteilt und mehrfach weiterveräußert; das Kloster wurde nicht mehr erneuert. Im Jahr 1556 erwarb Jiří von Labouň die Klosterherrschaft und ließ anstelle des Klosters ein Schloss errichten. 1852 wurde anstelle des Schlosses eine Brauerei errichtet, die nach einem Brand 1869 umgebaut wurde; 1921 wurden die Ruinen der Klosterkirche weitgehend abgebrochen.

## Bauten und Anlage

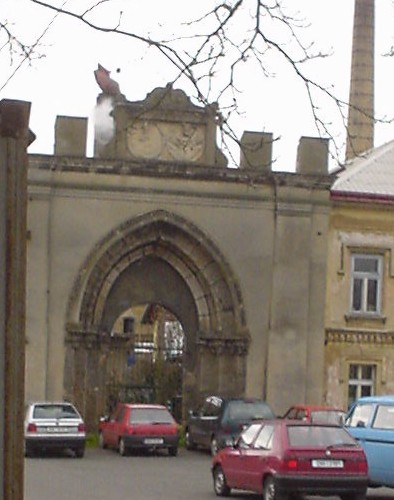
Hauptportal der Klosterkirche

Das Kloster wurde – ungewöhnlich für eine Zisterzienseranlage – auf einem Berg errichtet (vgl. Kloster Disibodenberg, Kloster Wörschweiler), der außer nach Norden überall steil abfällt. Im Norden steht – möglicherweise an der Stelle eines älteren Gebäudes – die heutige Pfarrkirche aus dem Jahr 1560. Das monumentale Hauptportal der Klosterkirche, die auf die Zeit um 1230 datiert wird, befindet sich südlich davon. Es weist gotische Formen mit Pflanzenornamentik auf. Ein weiteres, dem gleichen Meister zugeschriebenes Portal ist in die Nordwand der Pfarrkirche eingesetzt. Die Klosterkirche war 75 m lang; von ihr haben sich nur geringe Reste erhalten. Unter dem Chor im Osten liegt ein zweischiffiger Raum, der das Hanggefälle ausglich. Vom Chor ist nur die Nordwand mit einem romanischen Rundbogenfenster erhalten, an deren Südseite neuere Wohnbauten angefügt wurden. Der für den böhmisch-mährischen Raum neuartige Chor war ein rechteckiger Umgangschor ähnlich wie in Kloster Georgenthal, Kloster Riddagshausen, Kloster Ebrach, in Stift Lilienfeld oder in Dore Abbey (England); dies dürfte u. a. auf das Vorbild der zweiten Klosterkirche in Kloster Morimond zurückgehen. Das Querschiff ragte beiderseits nur um je ein Joch über den Chor hinaus, ein Teil der Ostwand des Nordarms mit einem Rundbogenfenster ist erhalten. Das Langhaus hatte sechs Joche im Mittelschiff wie in den Seitenschiffen; der Aufriss lässt sich nicht mehr ermitteln. Die Klausur lag rechts von der Kirche (im Süden).